# Miroslav Haraus
Miroslav Haraus est un skieur handisport slovaque, né le 1er août 1986 à Prešov.

## Palmarès

### Jeux paralympiques
| Épreuve / Édition | Turin 2006 | Vancouver 2010 | Sotchi 2014 | Pyeongchang 2018 |
| ----------------- | ---------- | -------------- | ----------- | ---------------- |
| Descente          | 8e         | DNF            | Argent      | DNF              |
| Super-G           | 5e         | Bronze         | DNF         | Bronze           |
| Slalom géant      | 7e         | 8e             | DNF         | 4e               |
| Slalom            | 8e         | 4e             | DSQ         | DSQ              |
| Super combiné     | -          | Bronze         | DSQ         | Or               |